# Verdelingsplan Van den Bergh en Warfusée

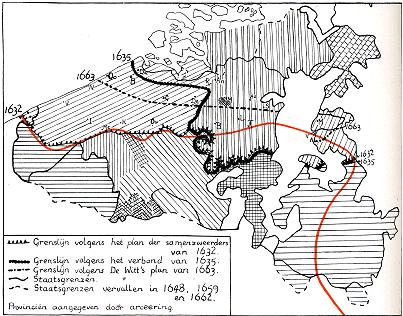
Verdelingsplannen van Frankrijk en de Republiek

Het Verdelingsplan Van den Bergh en Warfusée was een poging om, aan het eind van de Tachtigjarige Oorlog, de Spaanse Nederlanden volgens de taalgrenzen op te splitsen en aan te hechten bij Frankrijk en de Verenigde Provinciën. Het plan, dat onderdeel was van de Samenzwering der Edelen, werd in 1632 ontwikkeld door de graaf Hendrik van den Bergh en de graaf van Warfusée, René van Renesse van Elderen.

## Achtergrond
De Waalse edelen wilden zich slechts onder de Franse monarchie stellen; zij wilden niet onder de burgerlijke regering van het Noorden vallen. Een groep van de allerhoogste Waalse heren was onder leiding van de deken van Kamerijk, François Carondelet, met de Franse regering in geheim gesprek. In de Nederlandstalige gewesten, in Opper-Gelre, maar vooral in Brabant en Vlaanderen, waren de stadsregeringen van groter gewicht dan de adel. Zij wilden noch onder het Franse noch het Spaanse regeersysteem vallen. Zij werden wel aangetrokken door de welvaart en de macht van de Republiek.
In april 1632 traden de katholieke graaf Hendrik van den Bergh en de graaf van Warfusée, René van Renesse van Elderen, in contact met Frederik Hendrik van Oranje, raadpensionaris Adriaan Pauw en de Franse gezant in Den Haag. Ze stelden voor om de Spaanse Nederlanden te verdelen tussen de Republiek en Frankrijk, mits het katholicisme er geoorloofd bleef.
Onder de Zuid-Nederlandse adel heerste onvrede over de overheersende Spaanse invloed. Om deze adel aan te zetten om tegen het Spaanse gezag in verzet te komen, riep Hendrik van den Bergh vanuit Luik openlijk op tot opstand. De ontevreden adel in het zuiden was echter niet bereid om met het noorden in zee te gaan. Zij stelden hun hoop meer in kardinaal Richelieu.
Groot-Nederlandse historicus P. Geyl omschreef deze oproep in 1632 aan de "Nederlanders" als volgt:
het loffelijk exempel van hunne voor-ouderen, te onttrekken van het bezwaarlijk ende ondraaglijk jok der Spanjaarden ende hunne adherenten, ende zich met deze Geunieerde Provinciën vrijwillig te voegen; presenterende hun daartoe de sterke ende hulpzame hand door assistentie van het leger, welk wij onder het wijs ende kloek, ook voorzichtig beleid van Zijn Excellentie den Heer Frederik Hendrik Prinse van Oranjen te velde hebben gebracht; belovende (aan de) meergemelde Provinciën heiliglijk ende onverbrekelijk mits (bij) dezen, dat wij hen met dezelvige steden ende leden van dien, alsook hare ingezetenen, zo geestelijke als wereldlijke, van wat staat, qualiteit ofte conditie zij zouden mogen zijn (die haar zullen voegen als voren) zullen conserveren ende mainteneren bij hare privilegiën, vrijheden ende rechten, alsook bij de publieke exercitie van de Roomse Katholieke Religie, willende ende desirerende met dezelvige te leven, handelen ende wandelen als goede vrienden, naburen ende bondgenoten.
Tijdens de Veldtocht langs de Maas in 1632 veroverde Frederik Hendrik Venlo, Roermond (waarbij Ernst Casimir van Nassau-Dietz sneuvelde), Sittard en tot slot op 22 augustus 1632 Maastricht. De "Stedendwinger" zag echter af van een veldtocht op Brussel. In 1633 mislukten de vredesbesprekingen met de Noordelijke Nederlanden die landvoogdes Isabella van Spanje had geïnitieerd.

## Uitvoering en mislukking
Het plan om de Nederlands-sprekende gewesten te verenigen met de Republiek, met waarborging van privilegiën en godsdienst, en de Frans-sprekende gewesten met Frankrijk, liep spaak doordat de mogendheden wachtten op een interne revolutie om in te grijpen, terwijl de bij de samenzwering betrokken adel net wachtte op een buitenlandse interventie alvorens op te staan. Uiteindelijk gaf de Engelse agent Balthazar Gerbier het plan aan aan de regering van Albrecht en Isabella, waarvoor hij 20.000 écu beloning ontving. Er werden enkele arrestaties verricht.

## Gevolgen
- De Tachtigjarige Oorlog woedde voort, waarbij regelmatig rooftochten vanuit de Noordelijke Nederlanden gepleegd werden.
- Isabella van Spanje moest het Spaanse gezag herstellen en riep daartoe de Zuidelijke Staten-Generaal bijeen, wat de laatste keer zou zijn.[2]
- Onvrede bij de adel in Zuidelijke Nederlanden bleef bestaan, wat resulteerde in het Verdelingsplan 'de grens der taele', waarbij van Noord-Nederlandse kant Adriaen Pauw en Johan de Knuyt betrokken waren.
- In 1634 werd op dezelfde basis een geheim verdrag overeengekomen tussen de Republiek en Frankrijk dat het jaar daarop als het Traité de Partage werd vastgelegd. De afloop was niet naar verwachting en de machtige provincies van de Republiek, vooral Holland, die in de minderheid waren, keerden zich intussen geleidelijk tegen Frederik Hendrik.

Verdelingsplan Van den Bergh en Warfusée (1632) · Verdrag van Parijs (1635) · Verdelingsplan van 1663 · Verdelingsplan Flahaut (1830)